# Малое Непряхино
Малое Непряхино — деревня в составе Ворошиловского сельсовета в Уренском районе Нижегородской области.

## География
Находится на расстоянии примерно 6 километров на северо-запад по прямой от районного центра города Урень.

## История
Деревня основана в 1920 году переселенцами из деревни Большое Непряхино. В 1924 году было 40 жителей. В период коллективизации был организован колхоз «Заливной остров». В 1978 году было дворов 31, жителей 105, в 1994 29 и 54 соответственно. В последние годы в деревне работало сельскохозяйственное предприятие им. Абрамова.

## Население
Постоянное население составляло 28 человек (русские 100 %) в 2002 году, 13 в 2010.